# Circus (single)
Circus is de tweede single van het gelijknamige album Circus van Britney Spears.
Op 31 oktober 2008 werd op de website van Spears aangekondigd dat dit de tweede single zou zijn. Het nummer kwam officieel op 9 december 2008 uit op de Amerikaanse radio, maar werd al eerder gedraaid. "Circus" is geproduceerd door Dr. Luke & Benny Blanco.

## Hitnotering
| Circus in de Nederlandse Top 40 - binnen: 17 januari 2009 | Circus in de Nederlandse Top 40 - binnen: 17 januari 2009 | Circus in de Nederlandse Top 40 - binnen: 17 januari 2009 | Circus in de Nederlandse Top 40 - binnen: 17 januari 2009 | Circus in de Nederlandse Top 40 - binnen: 17 januari 2009 | Circus in de Nederlandse Top 40 - binnen: 17 januari 2009 | Circus in de Nederlandse Top 40 - binnen: 17 januari 2009 | Circus in de Nederlandse Top 40 - binnen: 17 januari 2009 | Circus in de Nederlandse Top 40 - binnen: 17 januari 2009 | Circus in de Nederlandse Top 40 - binnen: 17 januari 2009 | Circus in de Nederlandse Top 40 - binnen: 17 januari 2009 |
| Week                                                      | 1                                                         | 2                                                         | 3                                                         | 4                                                         | 5                                                         | 6                                                         | 7                                                         | 8                                                         | 9                                                         |                                                           |
| --------------------------------------------------------- | --------------------------------------------------------- | --------------------------------------------------------- | --------------------------------------------------------- | --------------------------------------------------------- | --------------------------------------------------------- | --------------------------------------------------------- | --------------------------------------------------------- | --------------------------------------------------------- | --------------------------------------------------------- | --------------------------------------------------------- |
| Nummer                                                    | 31                                                        | 28                                                        | 24                                                        | 26                                                        | 26                                                        | 25                                                        | 28                                                        | 28                                                        | 33                                                        | uit                                                       |